# Nữ thần

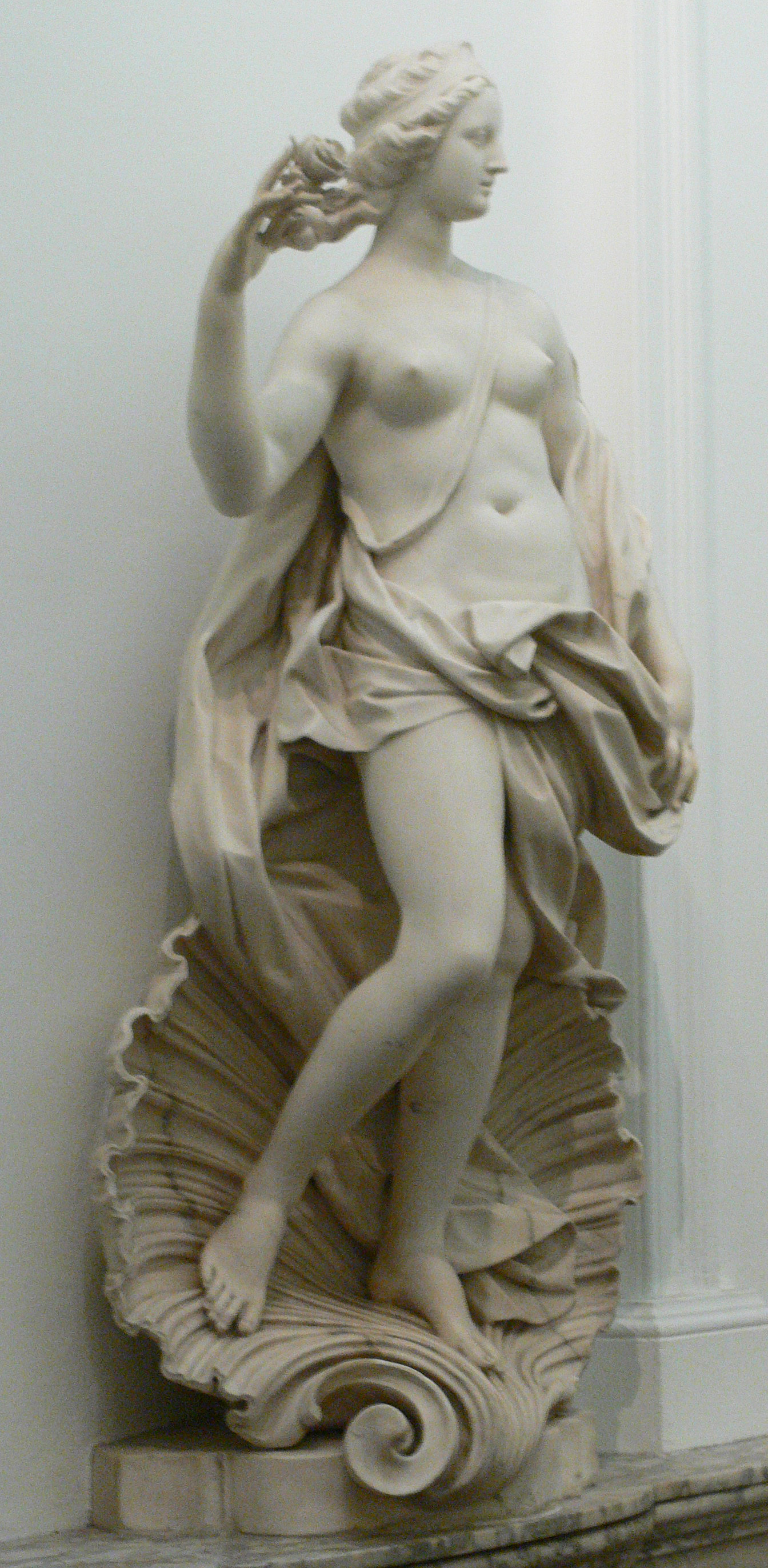
Aphrodite là nữ thần sắc đẹp và tình yêu của Hy Lạp cổ đại.

Nữ Thần (Goddess) là một vị Thần nữ có quyền năng siêu nhiên. Trong những câu chuyện thần thoại trên thế giới, song song bên cạnh các nam thần là những vị nữ thần đảm nhiệm các chức vụ khác nhau: sinh ra con người (thần Nữ Oa - Thần thoại Trung Hoa, Tây Vương Mẫu - Thần thoại Trung Hoa); bảo hộ hôn nhân và sinh đẻ (nữ thần Hera - Thần thoại Hy Lạp, nữ thần Frigg - Thần thoại Bắc Âu); nữ thần tình yêu và sắc đẹp (nữ thần Aphrodite - Thần thoại Hy Lạp, nữ thần Freyja - Thần thoại Bắc Âu); nữ thần chiến tranh (nữ thần Athena - Thần thoại Hy Lạp); nữ thần mặt trăng và săn bắn (nữ thần Artemis - Thần thoại Hy Lạp)... Hình ảnh các nữ thần được xếp bên cạnh những nam thần nhằm tôn vinh tầm quan trọng của người phụ nữ trong xã hội và làm phong phú thêm các câu truyện thần thoại.